# Fort Boncelles

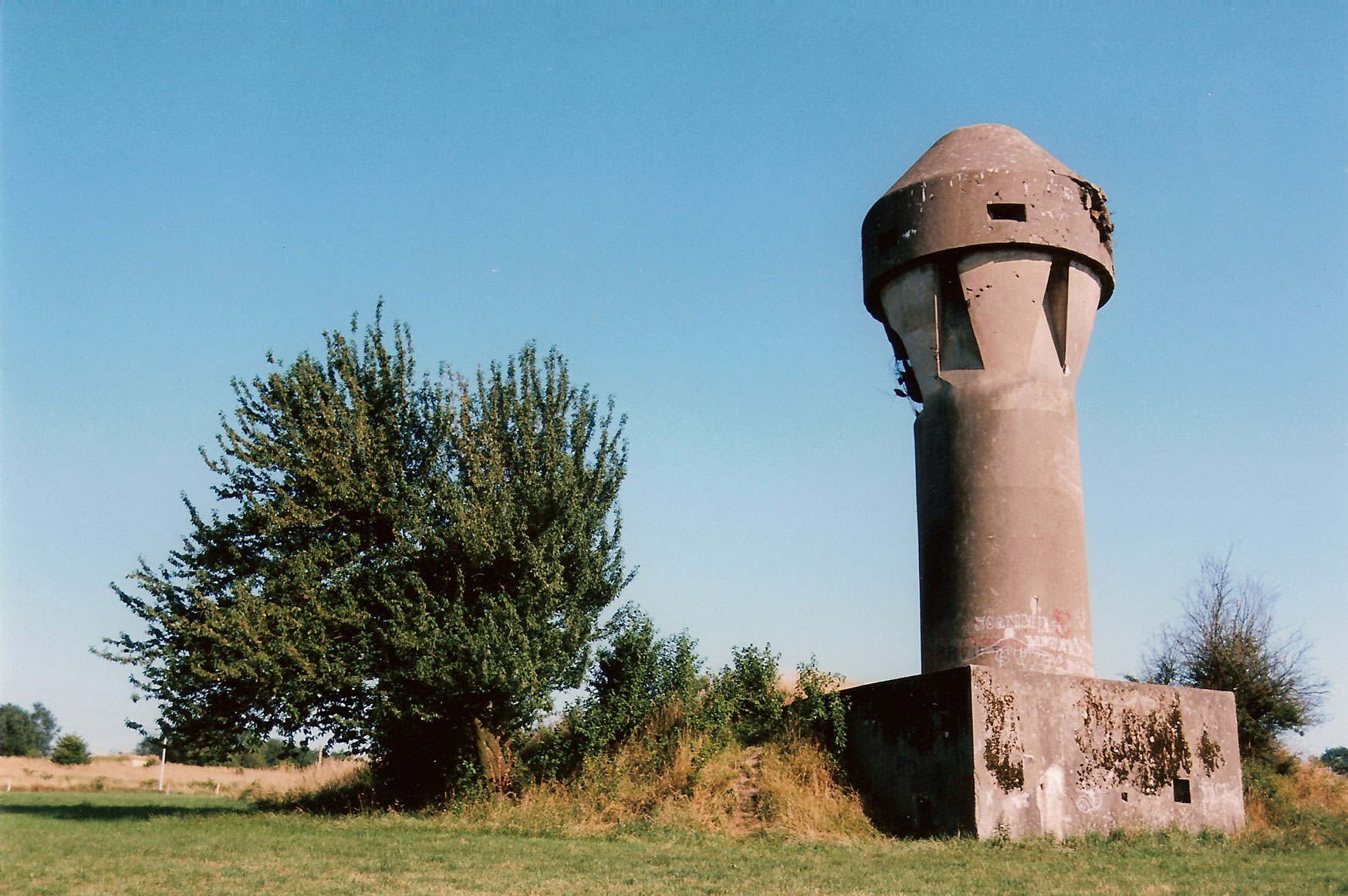
Beluchtingstoren

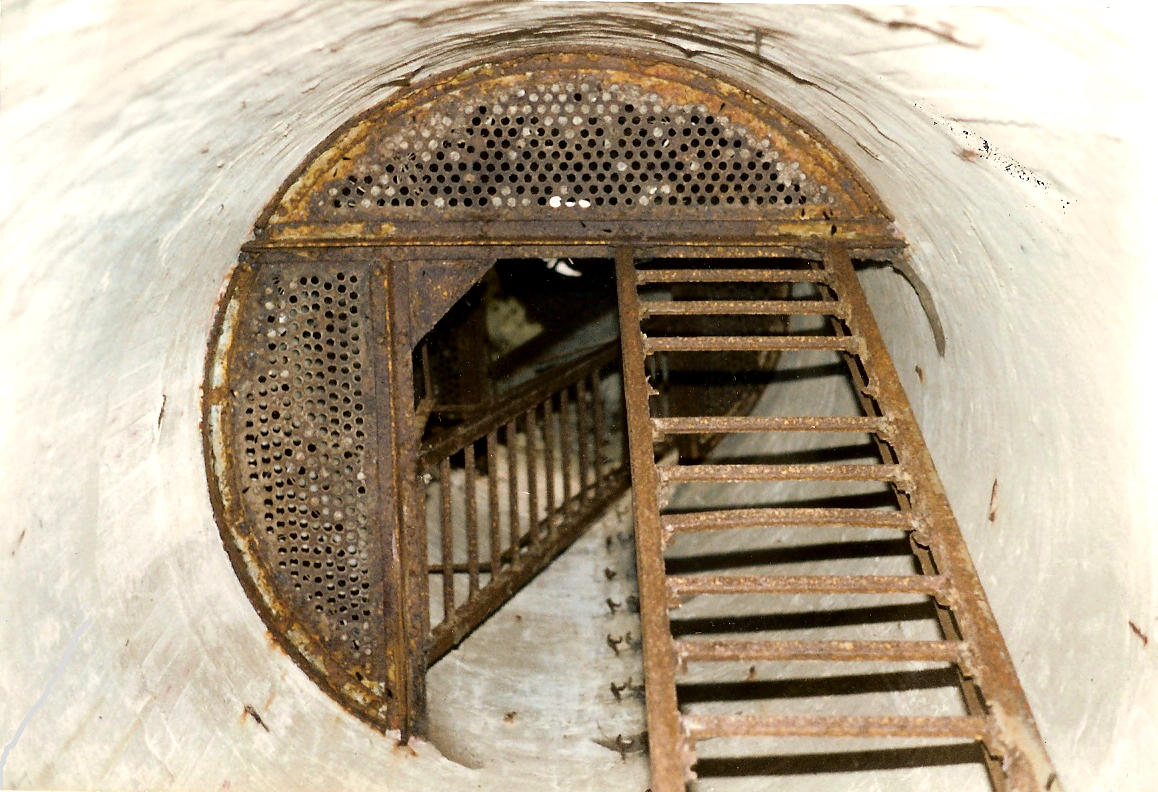
Interieur van de beluchtingstoren

Fort Boncelles is een van de twaalf forten rond Luik opgericht voor de verdediging van de Belgische stad Luik in de late negentiende eeuw op initiatief van Belgische generaal Henri Alexis Brialmont. Het ligt ten zuiden van Luik in het noordelijk deel van Boncelles. Het fort is driehoekig van vorm en stamt uit 1888.

## Kaart

De positie van het fort in de fortengordel.